# Mestiser

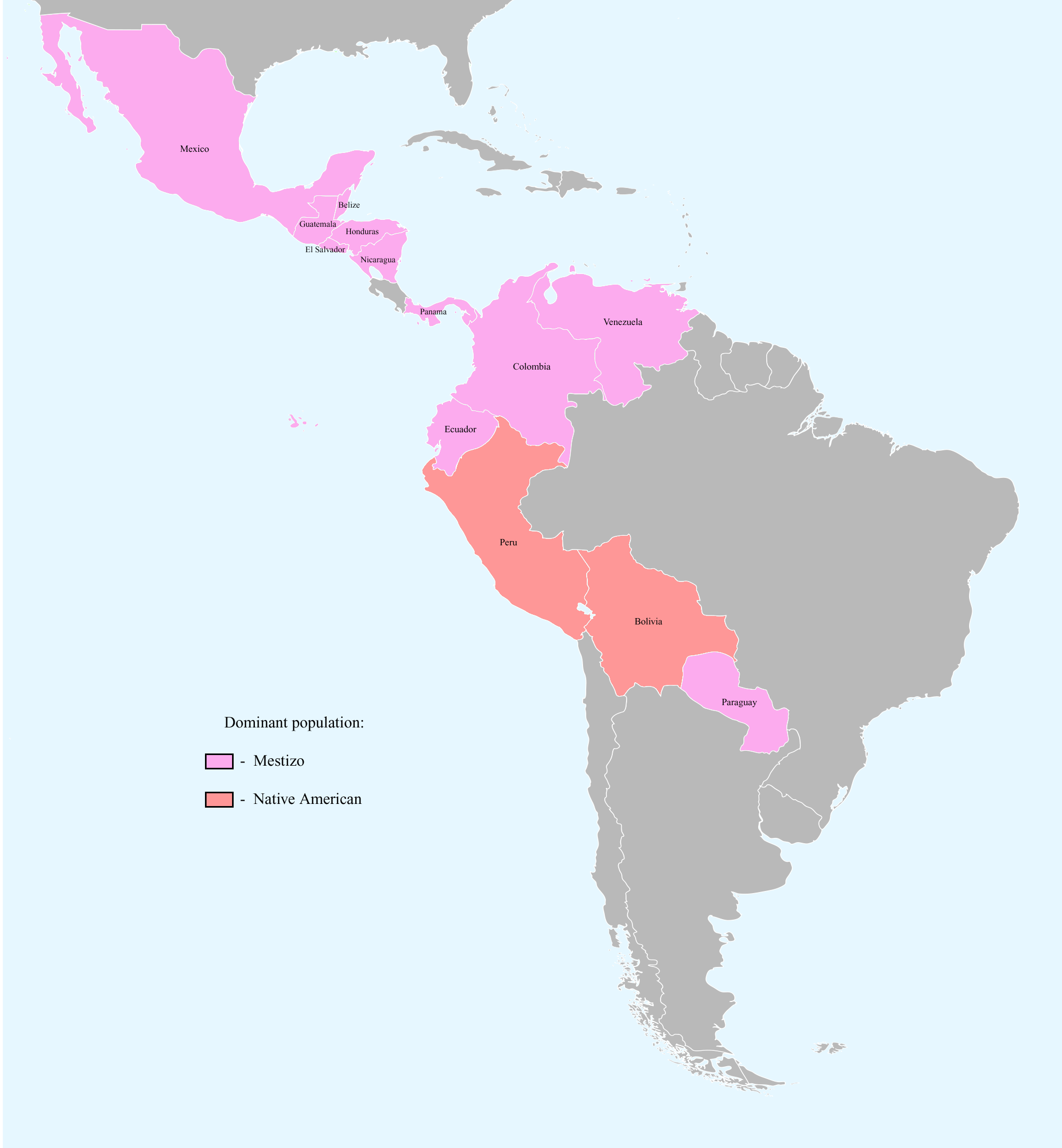
Länder där mestiser är i majoritet. Baserad på demografin på CIA World Factbook.

Mestis, pluralis mestiser (spanska mestízo, av latin mixtus, "blandad") är den traditionella benämningen i Latinamerika för avkomling av en urinvånare och en vit person, samt även benämning för avkomling av en kreol (vit filippin) och en infödd filippin.
I modernt språk kan alla som är av blandad indiansk och europeisk härkomst kallas mestis. En del personer i Kanada och USA är mestiser, men framför allt är stora delar av befolkningen i Latinamerika det. I flera latinamerikanska länder utgör mestiserna en klar majoritet. Dessa är:
- Colombia
- Costa Rica
- Ecuador
- El Salvador
- Guatemala
- Honduras
- Mexiko
- Nicaragua
- Panama
- Paraguay
- Peru
- Venezuela

## Publikationer
- Wang S, Ray N, Rojas W, Parra MV, Bedoya G, et al. (2008) Geographic Patterns of Genome Admixture in Latin American Mestizos. PLoS Genet 4(3): e1000037. doi:10.1371/journal.pgen.1000037
- "Genetic Study Of Latin Americans Sheds Light On A Troubled History" Science Daily 20 mars 2008
- Duno Gottberg, Luis, Solventando las diferencias: la ideología del mestizaje en Cuba. Madrid, Iberoamericana – Frankfurt am Main, Vervuert, 2003